# 大学博物館

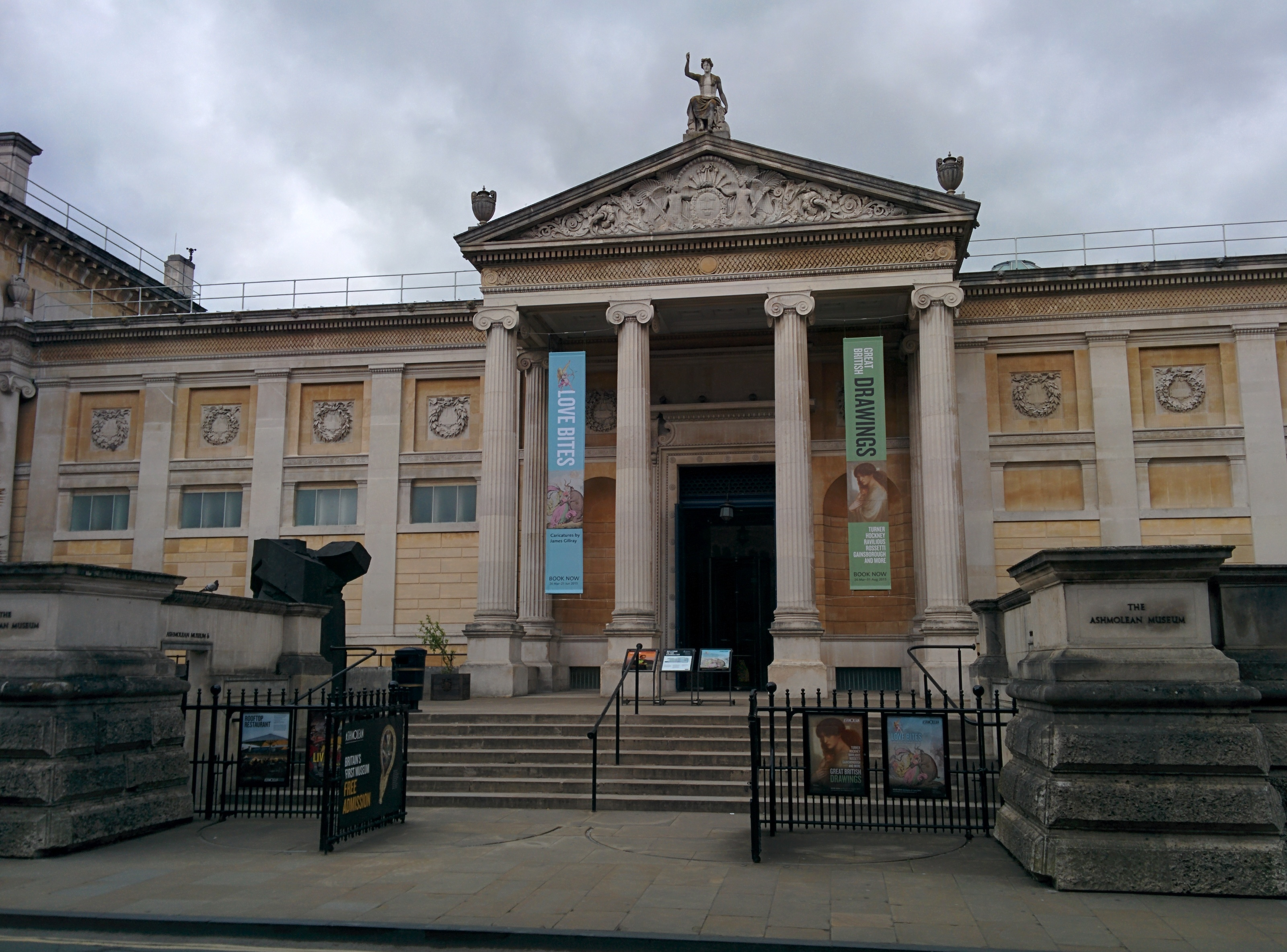
世界最初の大学博物館、オックスフォード大学アシュモレアン博物館

大学博物館（だいがくはくぶつかん）は、大学や短期大学が設置している博物館のこと。その大学の研究成果や、その大学の歴史についての展示を行っている場合が多い。
世界最初の大学博物館は、1683年に設立されたイギリスのオックスフォード大学にある驚異の部屋から始まったアシュモレアン博物館である。アメリカのスタンフォード大学博物館のように博物館と美術館を複合させたような展示内容となっている場合もある。

## 日本
日本の大学博物館は旧文部省の政策により2000年前後に設置されたものが多い。京都大学や北海道大学のように本格的な博物館を有する大学がある一方で、博物館建物を有しない研究組織として設置されているのみにとどまる大学もあるのが現状である。
この一覧は未完成です。加筆、訂正して下さる協力者を求めています。
あ行
- 愛知学院大学歯学部歯科資料展示室
- 愛知県立芸術大学芸術資料館
- 愛知大学記念館
- 秋田大学附属鉱業博物館
- 愛媛大学ミュージアム
- 大阪大谷大学博物館

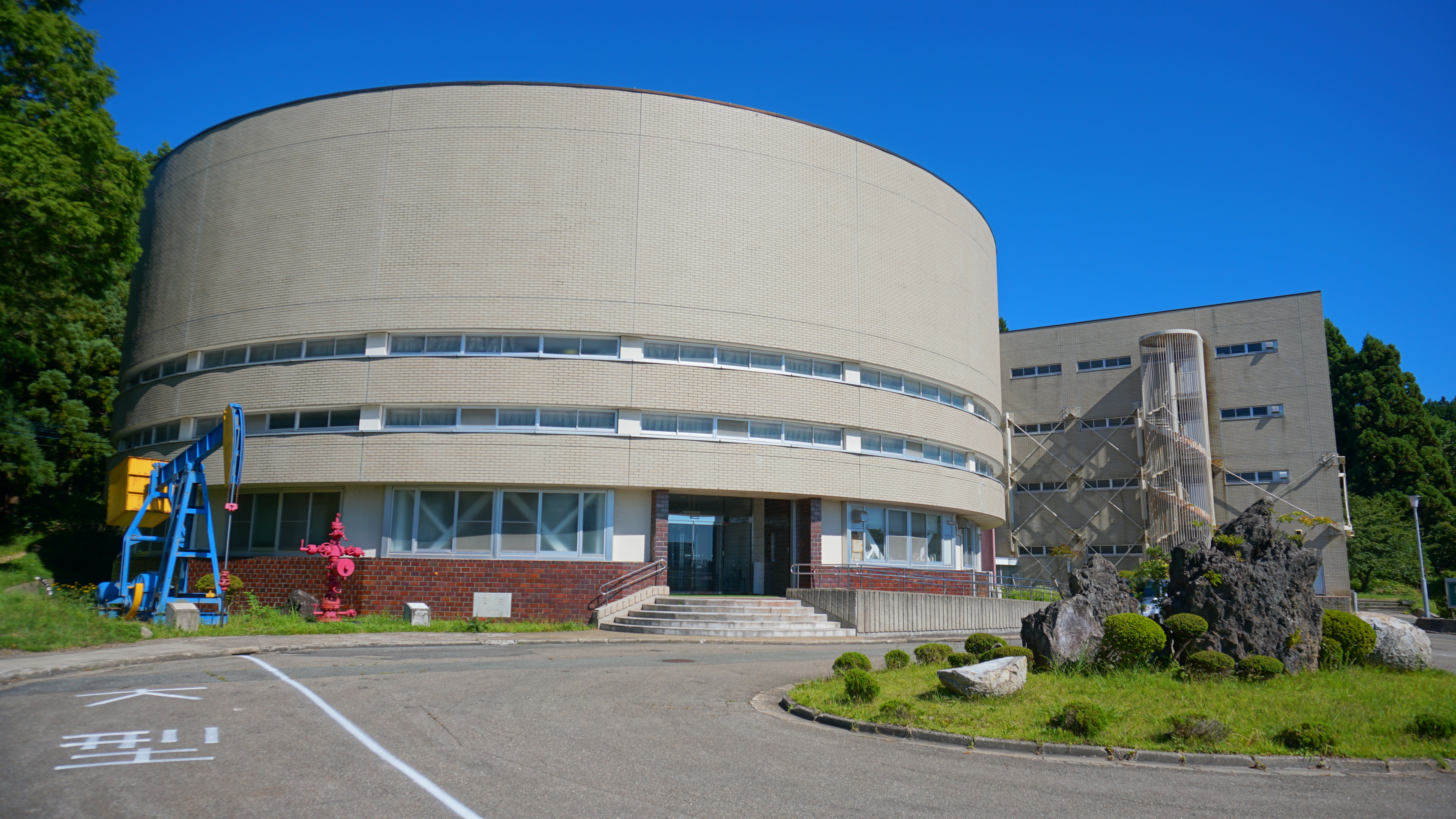
秋田大学附属鉱業博物館

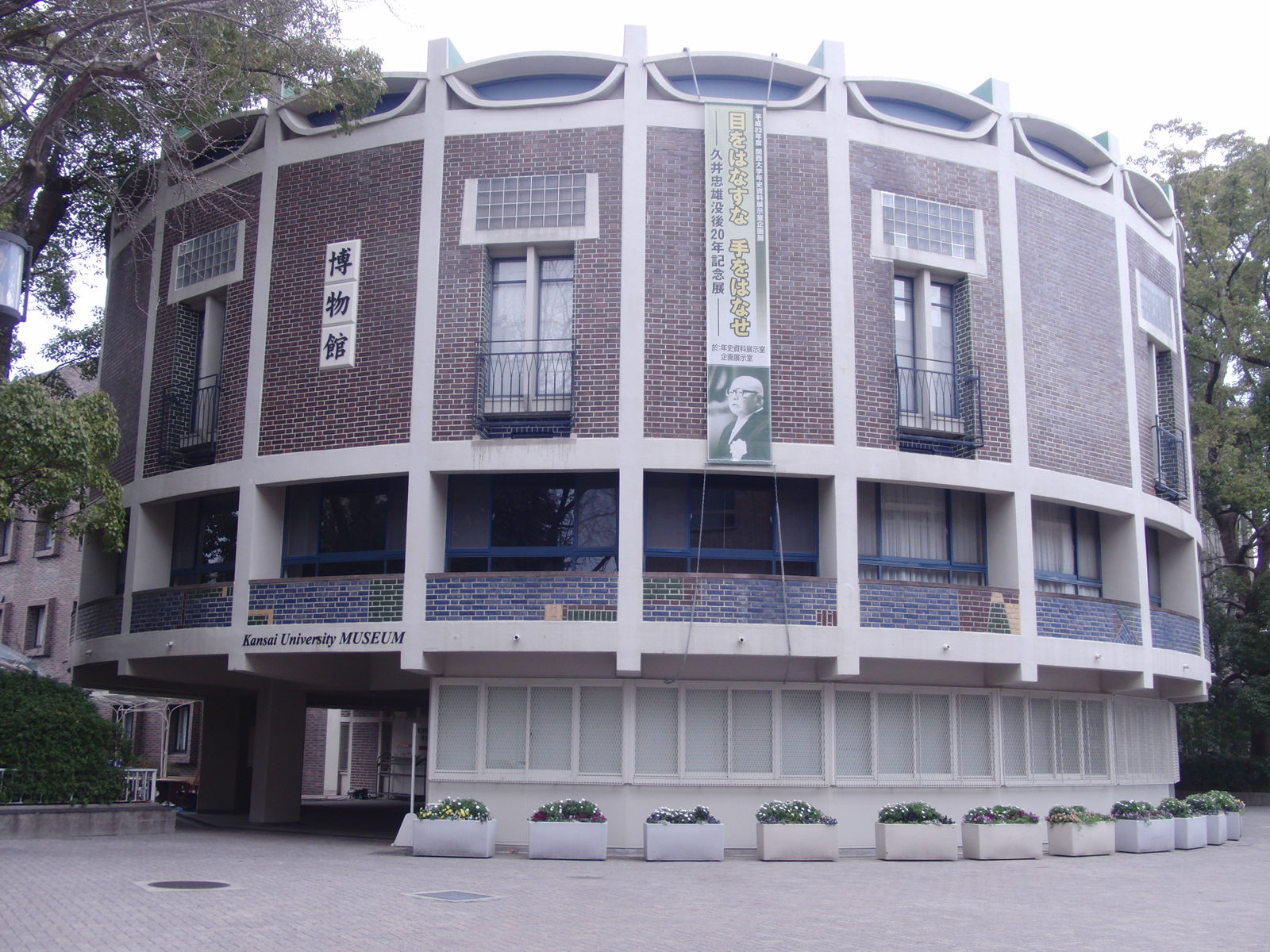
関西大学博物館

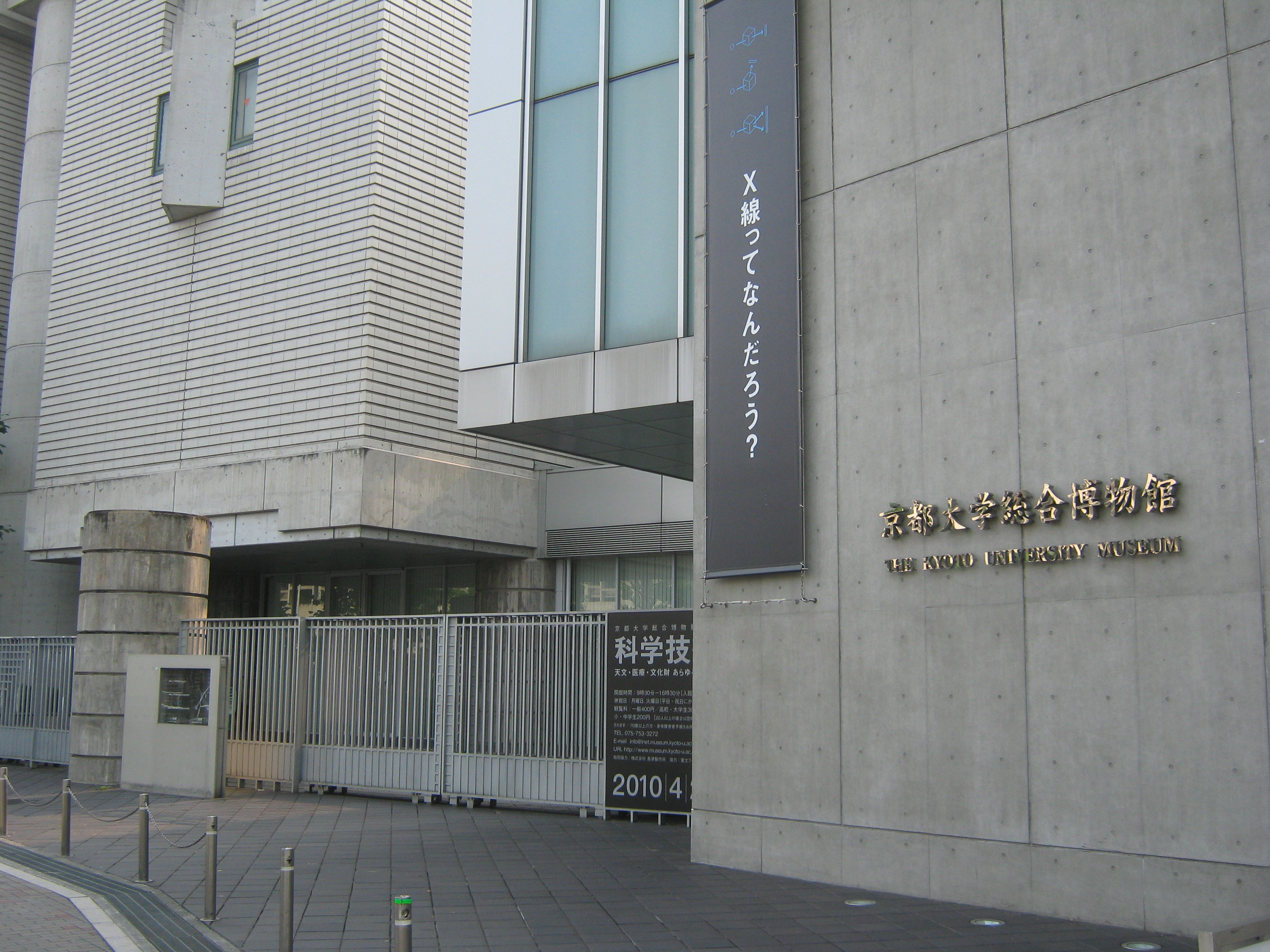
京都大学総合博物館

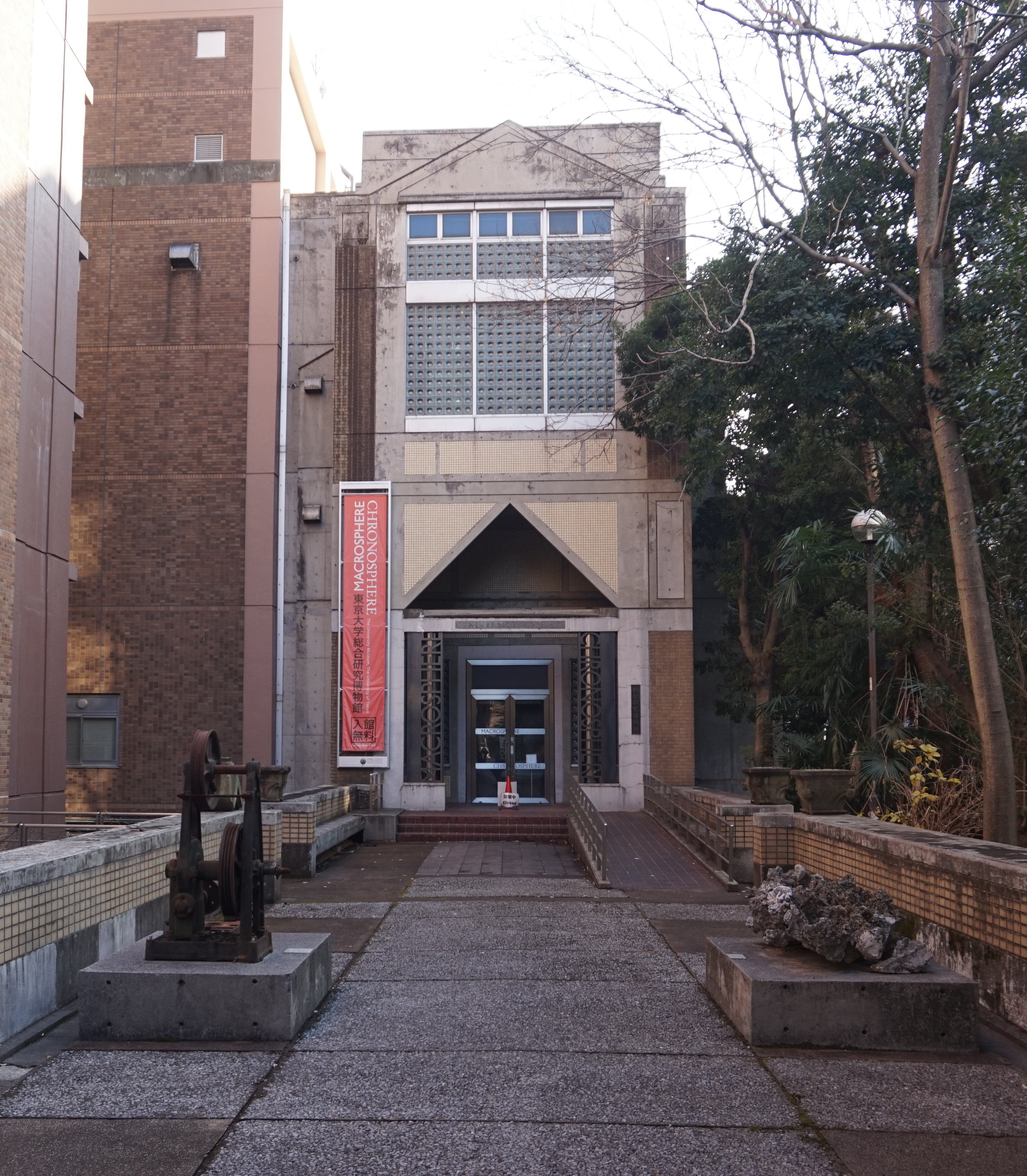
東京大学総合研究博物館

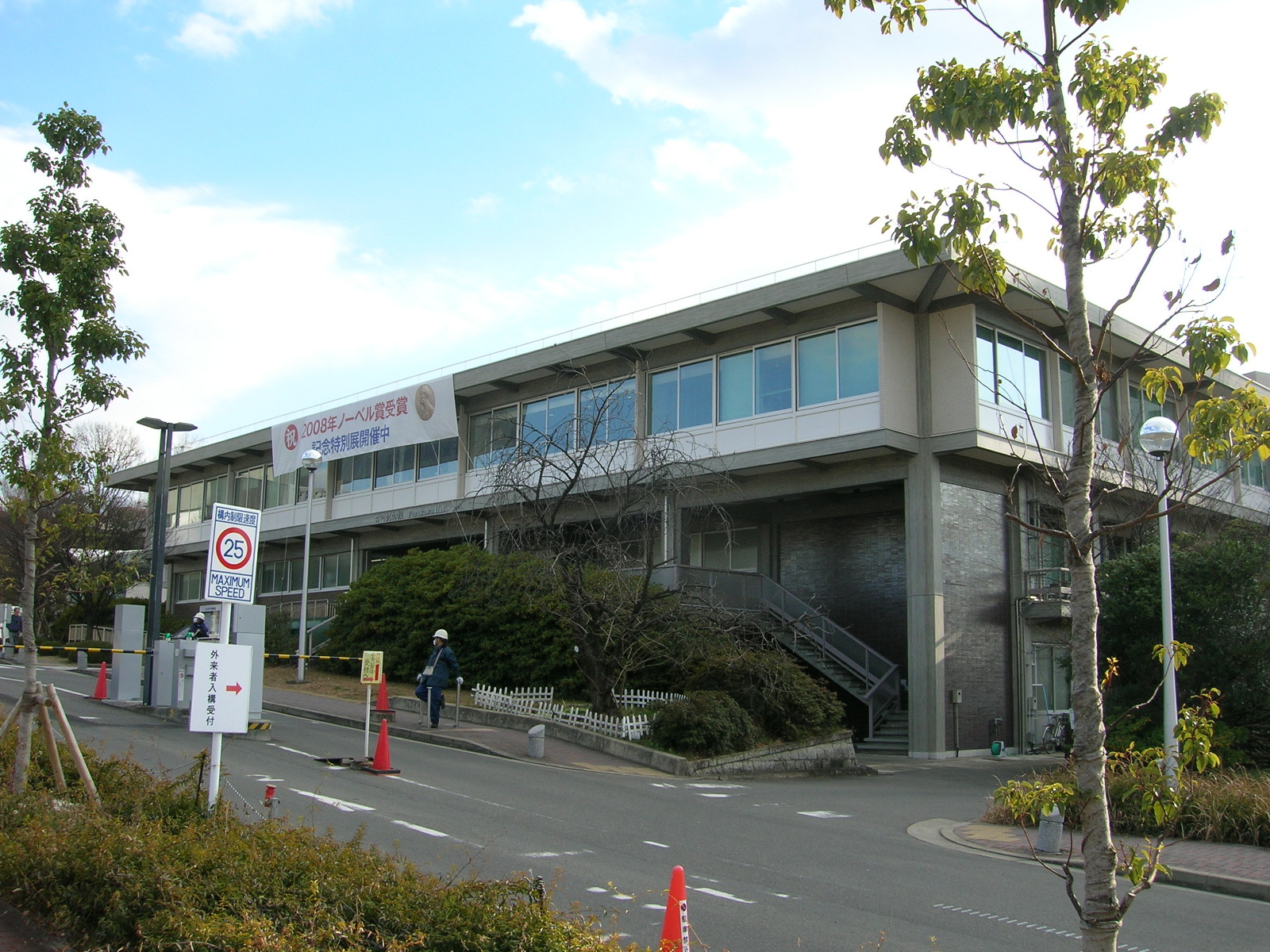
名古屋大学博物館

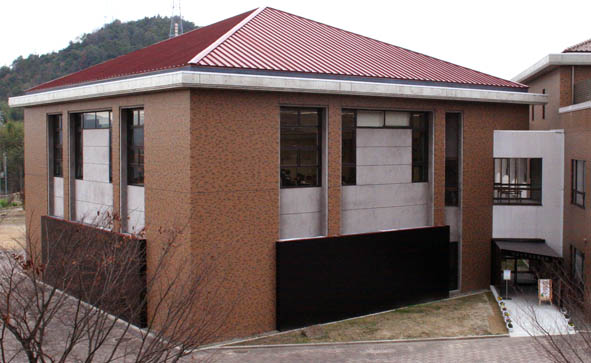
広島大学総合博物館

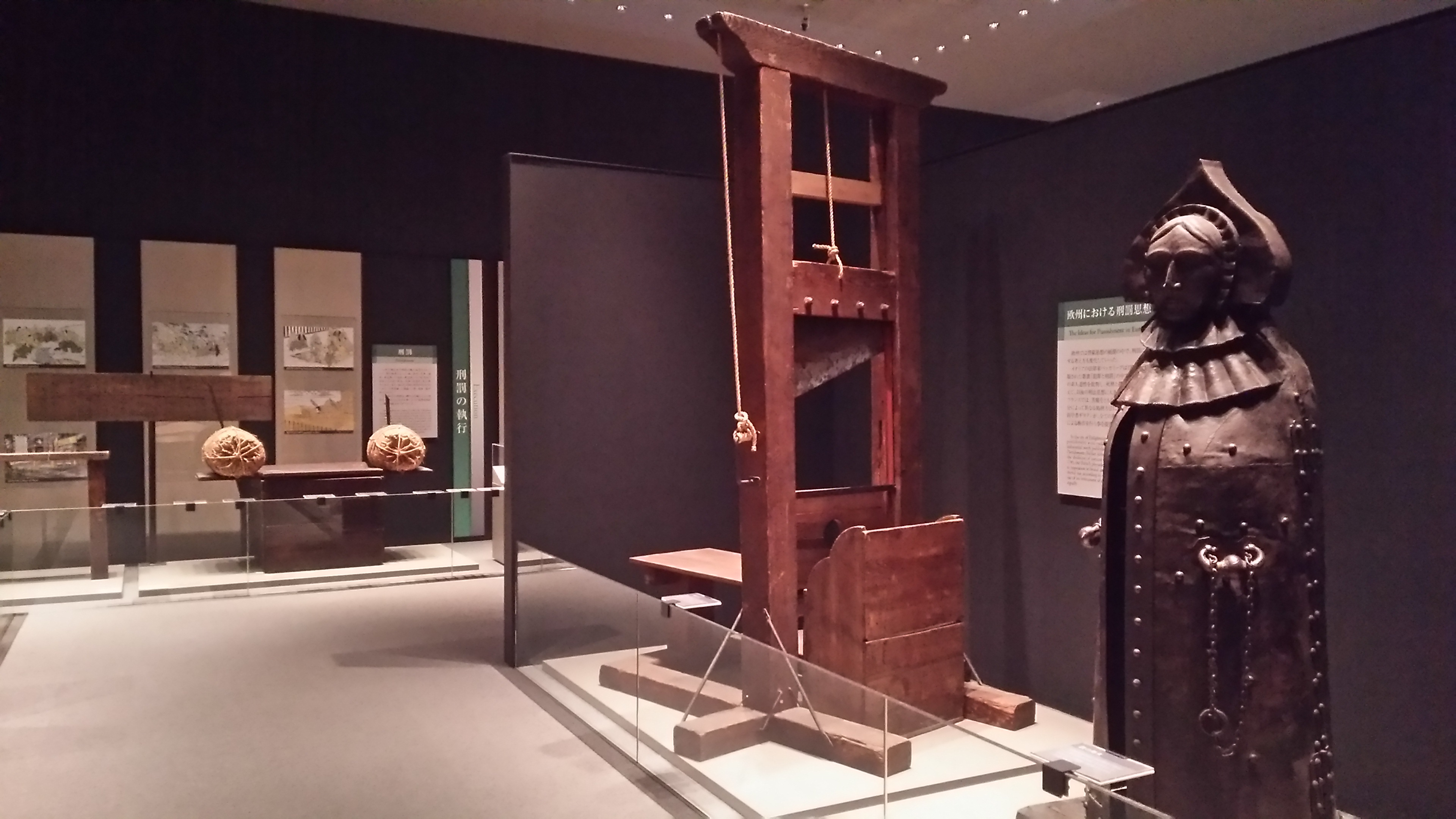
明治大学博物館（刑事部門）

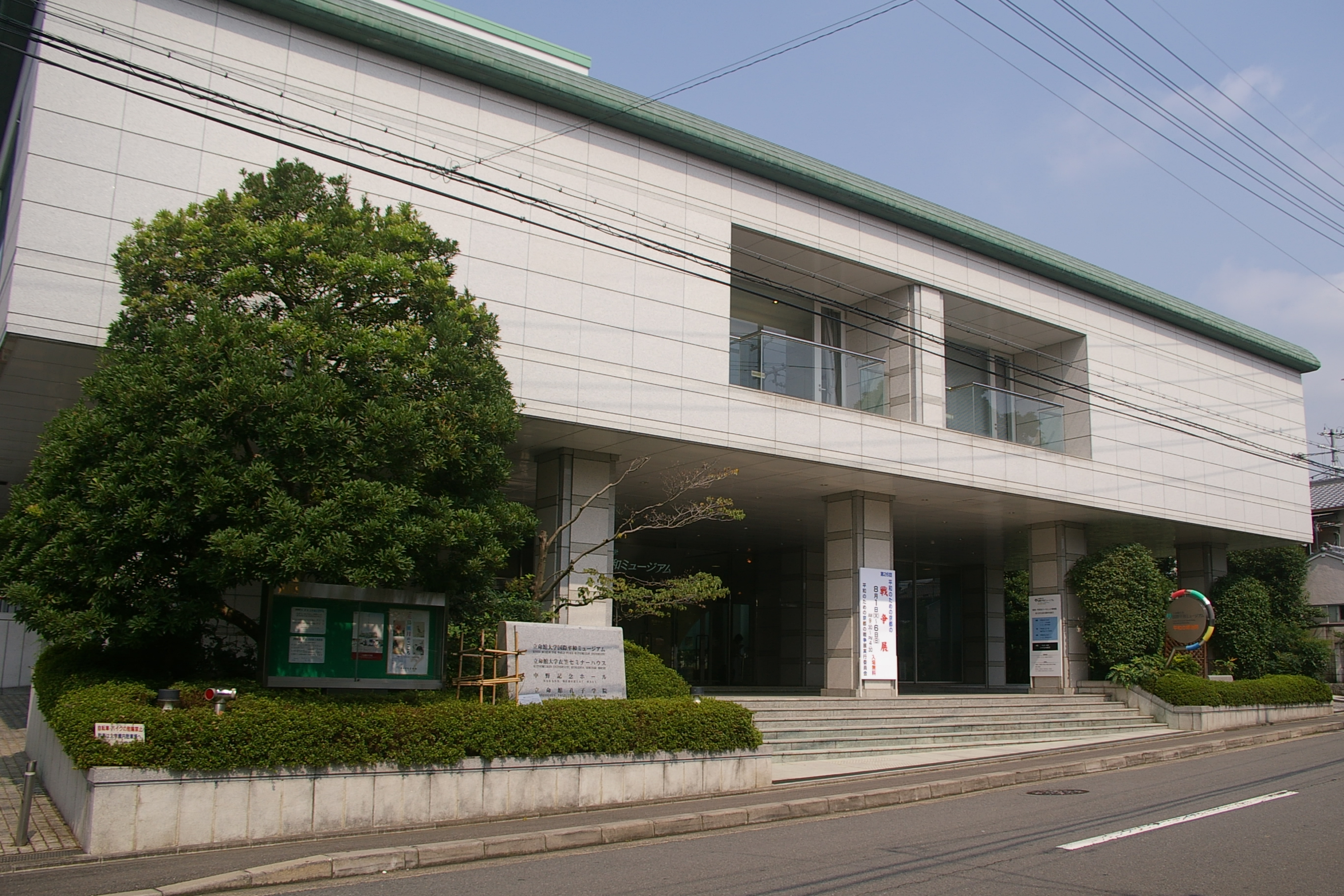
立命館大学国際平和ミュージアム

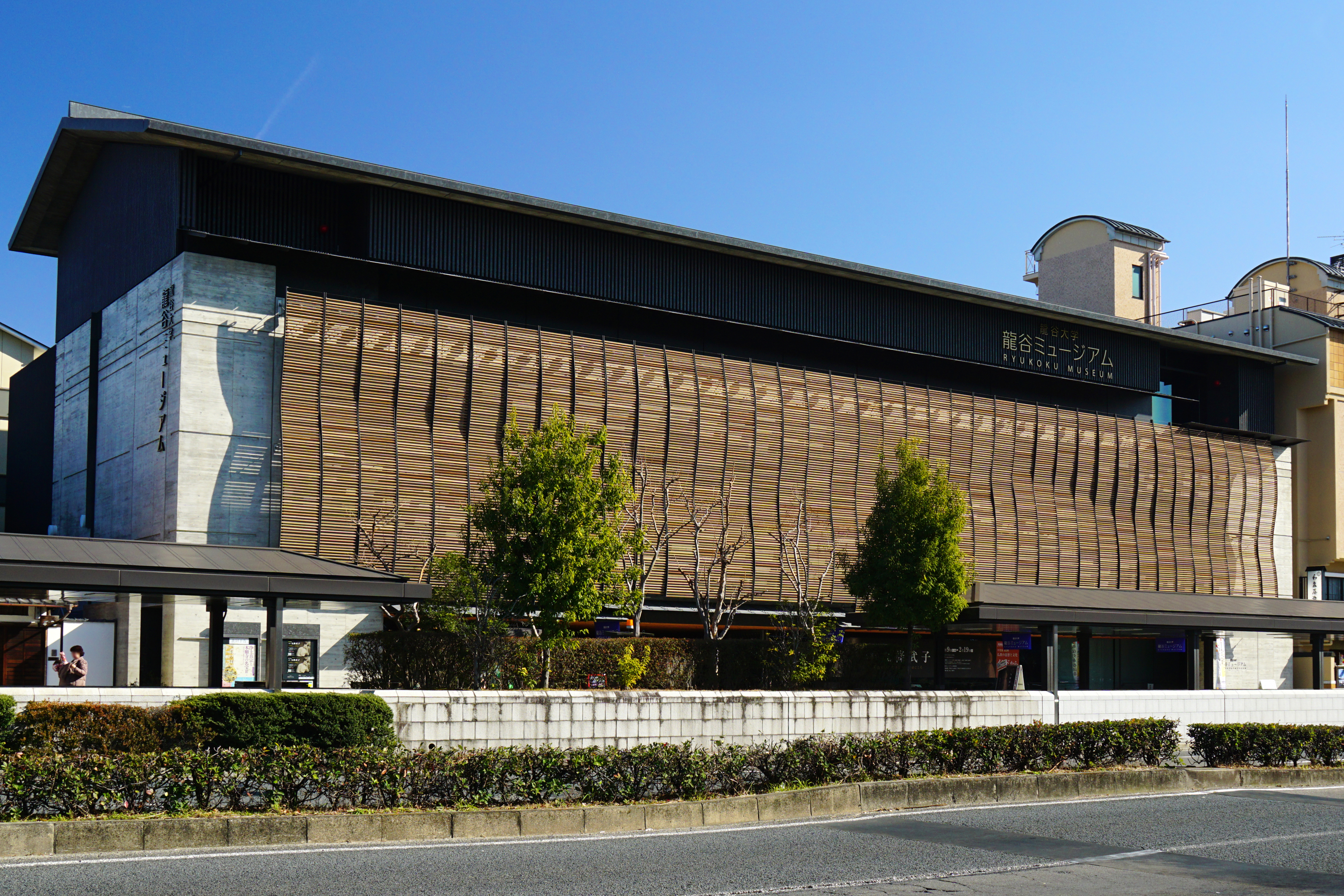
龍谷大学龍谷ミュージアム

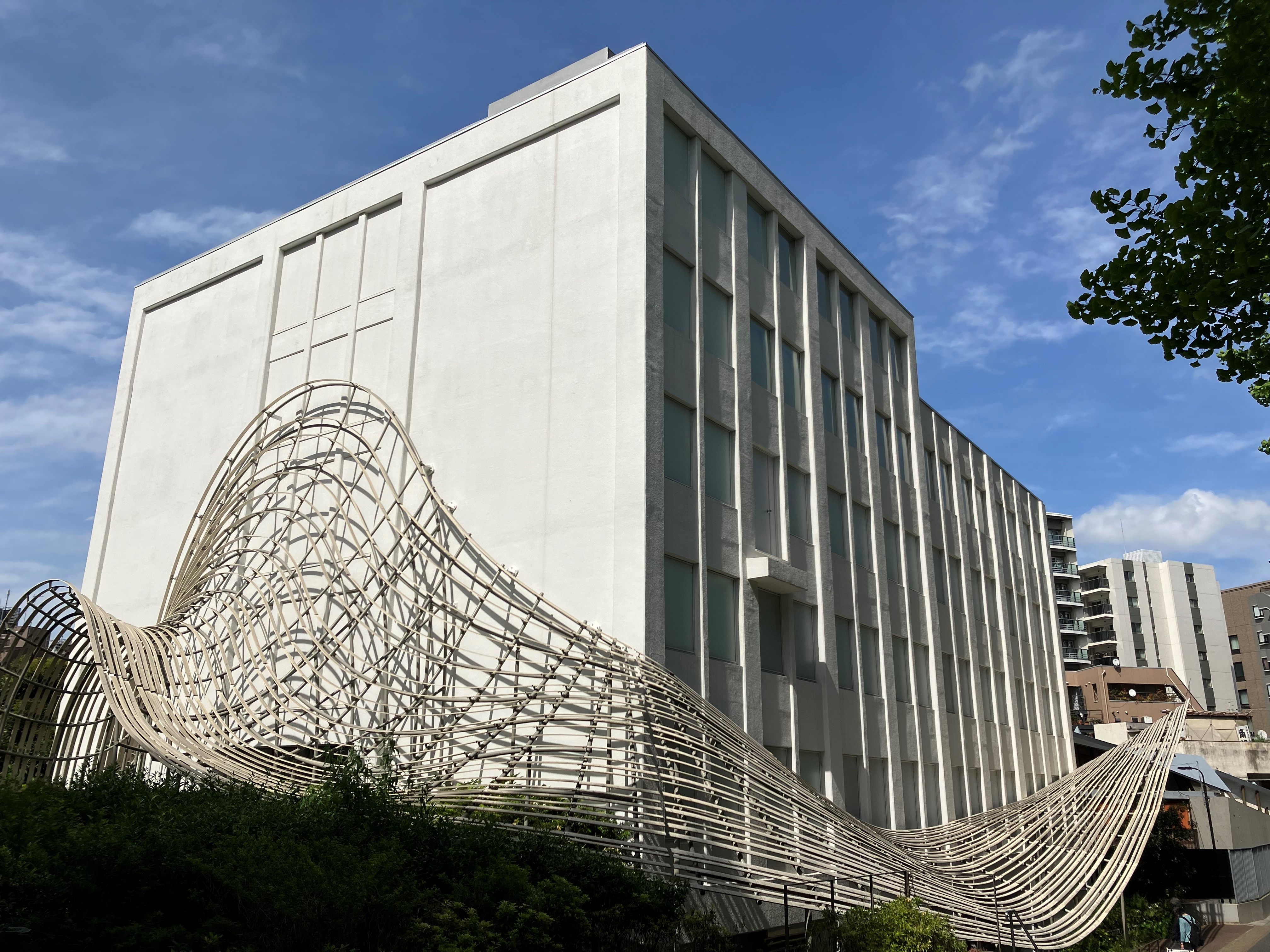
早稲田大学国際文学館

- 大阪音楽大学音楽メディアセンター・楽器資料館
- 大阪芸術大学博物館
- 大阪商業大学商業史博物館
- 大阪公立大学附属植物園（※旧・大阪市立大学理学部附属植物園[4]）
- 大阪大学総合学術博物館

か行
- 香川大学博物館
- 関西大学博物館
- 岐阜大学教育学部附属郷土博物館
- 九州大学総合研究博物館
- 京都大学総合博物館
- 京都大学白浜水族館
- 京都工芸繊維大学美術工芸資料館
- 共立女子大学博物館
- 慶應義塾ミュージアム・コモンズ
- 慶應義塾大学アート・センター
- 福澤諭吉記念慶應義塾史展示館（図書館旧館2階）
- 皇學館大学佐川記念神道博物館
- 高知大学サイエンスギャラリー
- 神戸大学海事博物館
- 郡山女子大学日本風俗美術館
- 國學院大學博物館
- 越原記念館

さ行
- 静岡大学キャンパスミュージアム
- 島根大学総合博物館
- 城西大学水田美術館
- 城西国際大学水田美術館
- 信州大学自然科学館
- 椙山歴史文化館
- 西南学院大学博物館

た行
- 玉川大学教育博物館
- 多摩美術大学美術館
- 中京大学スポーツミュージアム
- 中部大学民族資料博物館
- 帝塚山大学附属博物館
- 東海大学海洋科学博物館
- 東海大学自然史博物館
- 東京海洋大学海洋科学部附属水産資料館
- 東京芸術大学大学美術館
- 東京大学大学院理学系研究科附属植物園
- 東京大学総合研究博物館
- 東京大学大学院総合文化研究科・教養学部駒場博物館
- 東京工業大学地球史資料館
- 東京工業大学博物館
- 東京農工大学科学博物館
- 東京理科大学近代科学資料館
- 同志社大学歴史資料館
- 東北学院大学博物館
- 東北大学総合学術博物館
- 東北大学植物園
- 東北福祉大学芹沢銈介美術工芸館
- 東洋大学井上円了記念博物館

な行
- 名古屋大学博物館
- 奈良大学博物館
- 南山大学人類学博物館
- 新潟大学旭町学術資料展示館
- 日本工業大学工業技術博物館
- 日本大学工学部校史資料室
- ノースアジア大学総合研究センター雪国民俗館

は行
- 花園大学歴史博物館
- 広島大学総合博物館
- 北海道大学総合博物館
- 北海道大学北方生物圏フィールド科学センター植物園
- 弘前大学人文社会学部北日本考古学研究センター

ま行
- 武蔵野音楽大学楽器博物館
- 明治学院歴史資料館
- 明治大学博物館
- 明治大学平和教育登戸研究所資料館

ら行
- 立命館大学国際平和ミュージアム
- 立命館大学末川記念会館
- 立教学院展示館
- 立正大学博物館
- 琉球大学資料館風樹館
- 龍谷大学龍谷ミュージアム

わ行
- 早稲田大学會津八一記念博物館
- 早稲田大学坪内博士記念演劇博物館
- 早稲田スポーツミュージアム
- 早稲田大学国際文学館
- 早稲田大学歴史館
- 本庄早稲田の杜ミュージアム

## 欧米
オックスフォード大学 - (en:Category:Museums of the University of Oxford)
- アシュモレアン博物館
- オックスフォード大学自然史博物館
- オックスフォード科学史博物館（旧アシュモレアン博物館）

ケンブリッジ大学 - (en:University of Cambridge Museums)
- フィッツウィリアム美術館

バース大学
- ホルバーン美術館

ハーバード大学 - (en:Category:Harvard University museums)
- ハーバード大学博物館（英語版）
- ハーバード大学自然史博物館（英語版）
- セム博物館
- ピーボディ考古学・民族学博物館

ペンシルベニア大学
- ペンシルベニア大学考古学人類学博物館

マサチューセッツ工科大学（MIT）
- MIT Museum（英語版）

## 中国
香港大学
- 香港大学美術博物館